# هيو إس. فولر
هيو إس. فولر (بالإنجليزية: Hugh S. Fowler)‏ هو مونتير أمريكي، ولد في 24 يوليو 1912 في ميزوري في الولايات المتحدة، وتوفي في 2 أغسطس 1975 في مانهاتان بيتش في الولايات المتحدة.

## وصلات خارجية
- هيو إس. فولر على موقع IMDb (الإنجليزية)
- هيو إس. فولر على موقع ألو سيني (الفرنسية)
- هيو إس. فولر على موقع أول موفي (الإنجليزية)
- هيو إس. فولر على موقع قاعدة بيانات الأفلام السويدية (السويدية)
- هيو إس. فولر على موقع قاعدة بيانات الفيلم (الإنجليزية)
- هيو إس. فولر على موقع كينوبويسك (الروسية)